# Wallis, Gilbert and Partners

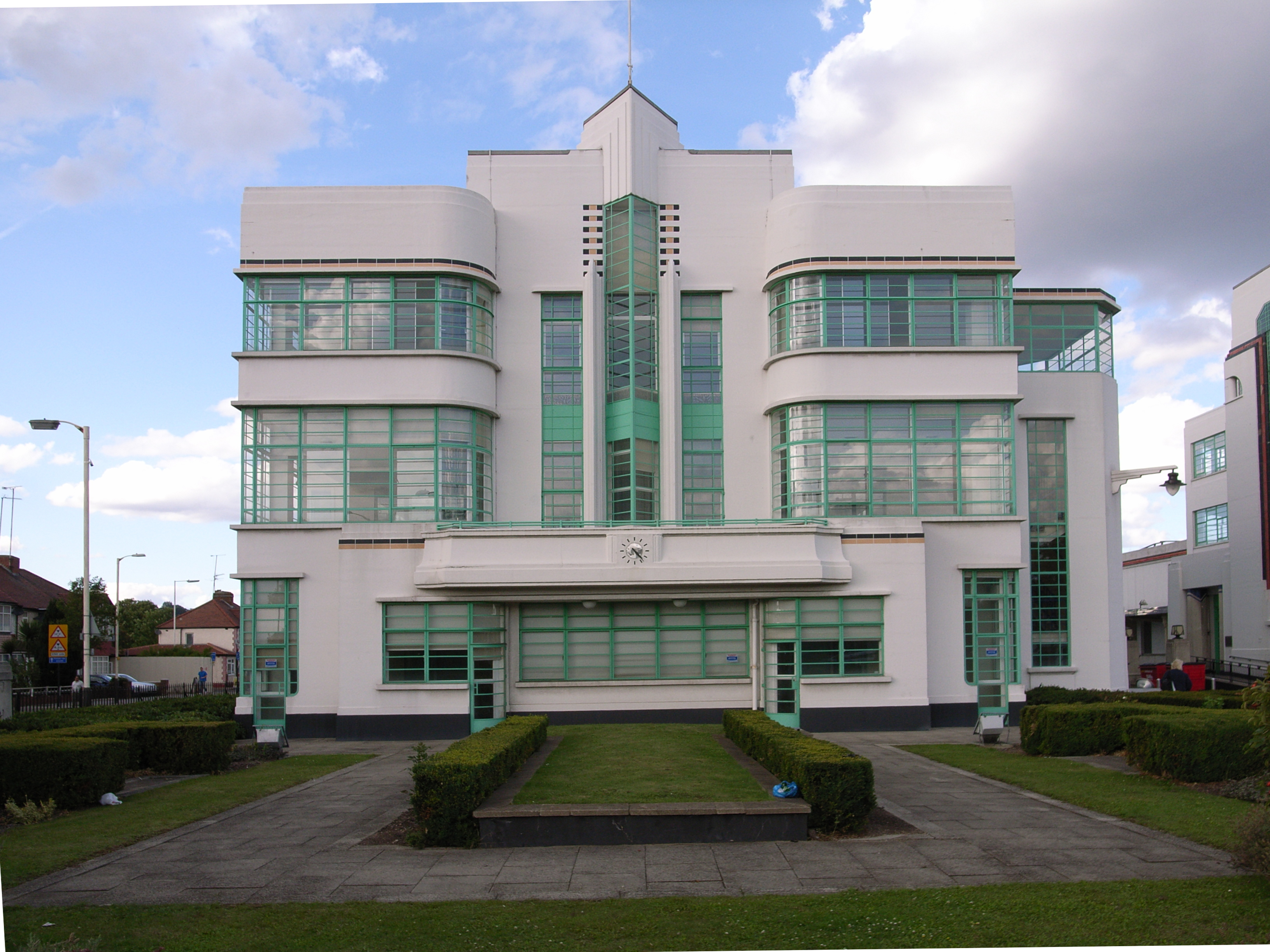
Kantine der Hoover-Fabrik

Wallis, Gilbert and Partners war ein britisches Architekturbüro mit Sitz in London, das in den 1920er und 1930er Jahren für die Gestaltung zahlreicher Art-déco-Gebäude im Vereinigten Königreich verantwortlich war.
Das Büro wurde 1914 oder 1916 von Thomas Wallis (1873–1953) gegründet. Die Identität von Gilbert ist nicht geklärt. In einer Quelle wird angenommen, dass es sich um einen amerikanischen Bauingenieur gehandelt haben könnte und dass die Zusammenarbeit zur Erlangung amerikanischer Aufträge nötig war. Nach einer anderen Quelle ist es unwahrscheinlich, dass jemals ein Gilbert in dem Büro tätig war. Zu den Architekten, die mit Wallis in dem Büro zusammenarbeiteten, gehörten James Warne und Harry Beken; zu den späteren Partnern zählten Frederick Button, Douglas Wallis (1901–1968) als Sohn von Thomas Wallis, Agbolahan Adesegun (1935–2008) und J. W. MacGregor (gest. 1994).
Das Büro Wallis, Gilbert and Partners zeichnet verantwortlich für zahlreiche bemerkenswerte Gebäude, darunter die Hoover-Fabrik, die Firestone-Reifenfabrik und die Abbey Road Studios in der Londoner Abbey Road. Wallis, Gilbert und Partner waren für den Entwurf von fast einem Viertel der Industriegebäude verantwortlich, die in einer Studie über in der Zwischenkriegszeit in London gebaute Fabriken untersucht wurden. Daneben entwarf das Architekturbüro auch Busgaragen und den Busbahnhof Victoria Coach Station.

## Werke (Auswahl)
- Tilling-Stevens Factory[7], Maidstone, Kent, 1917
- General Electrical Company Witton Works, Electric Avenue, Birmingham 1920
- Abbey Road Studios, 1929–1931[8]
- Pyrene Building, Great West Road, Brentford, 1929–1930
- India Tyre Factory, Inchinnan, 1930–1931
- Hoover Factory, London Borough of Ealing, 1931–1938
- Victoria Coach Station[9], London, 1931–1932

## Bildergalerie

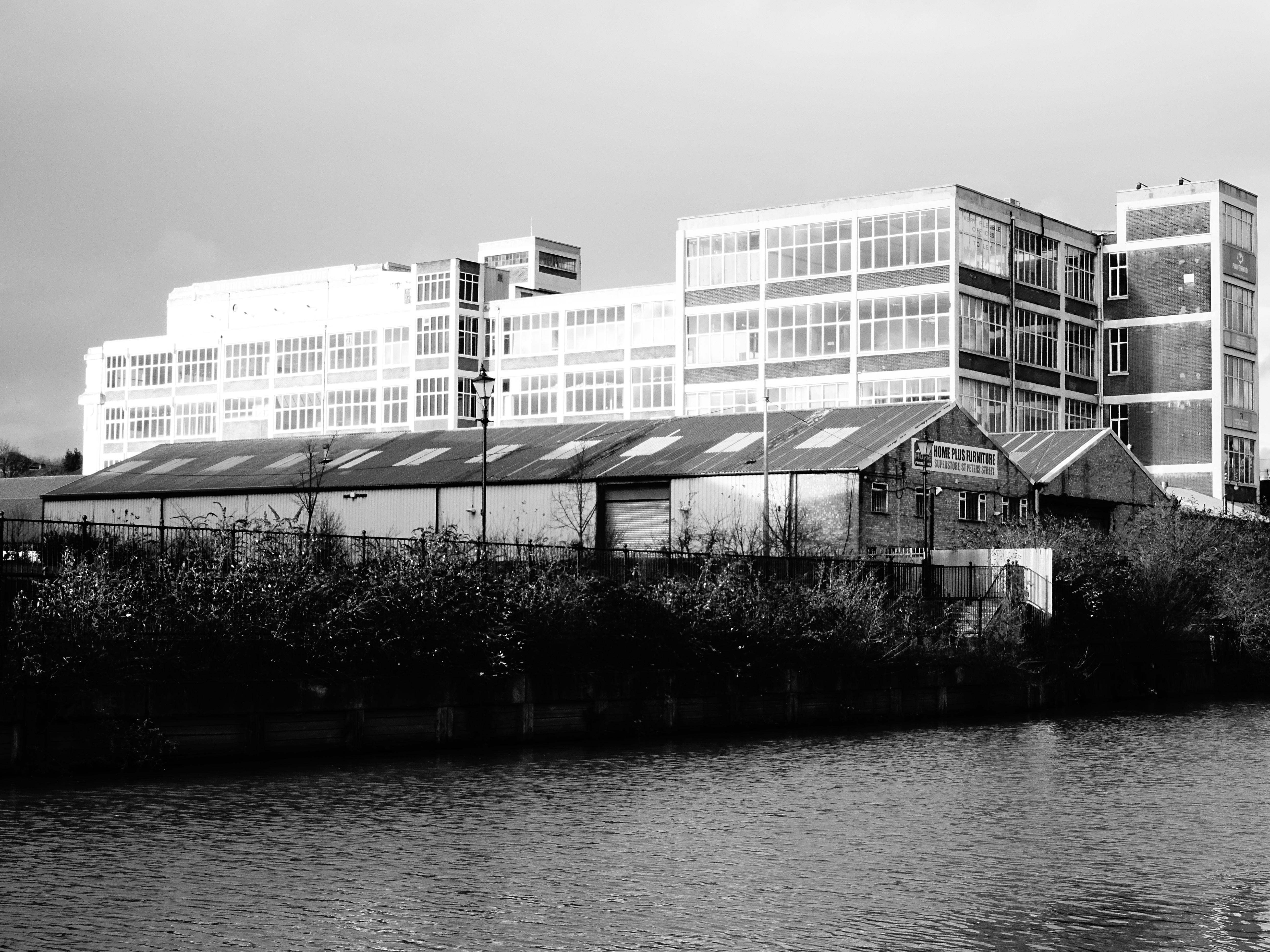
Tilling-Stevens Building, Maidstone
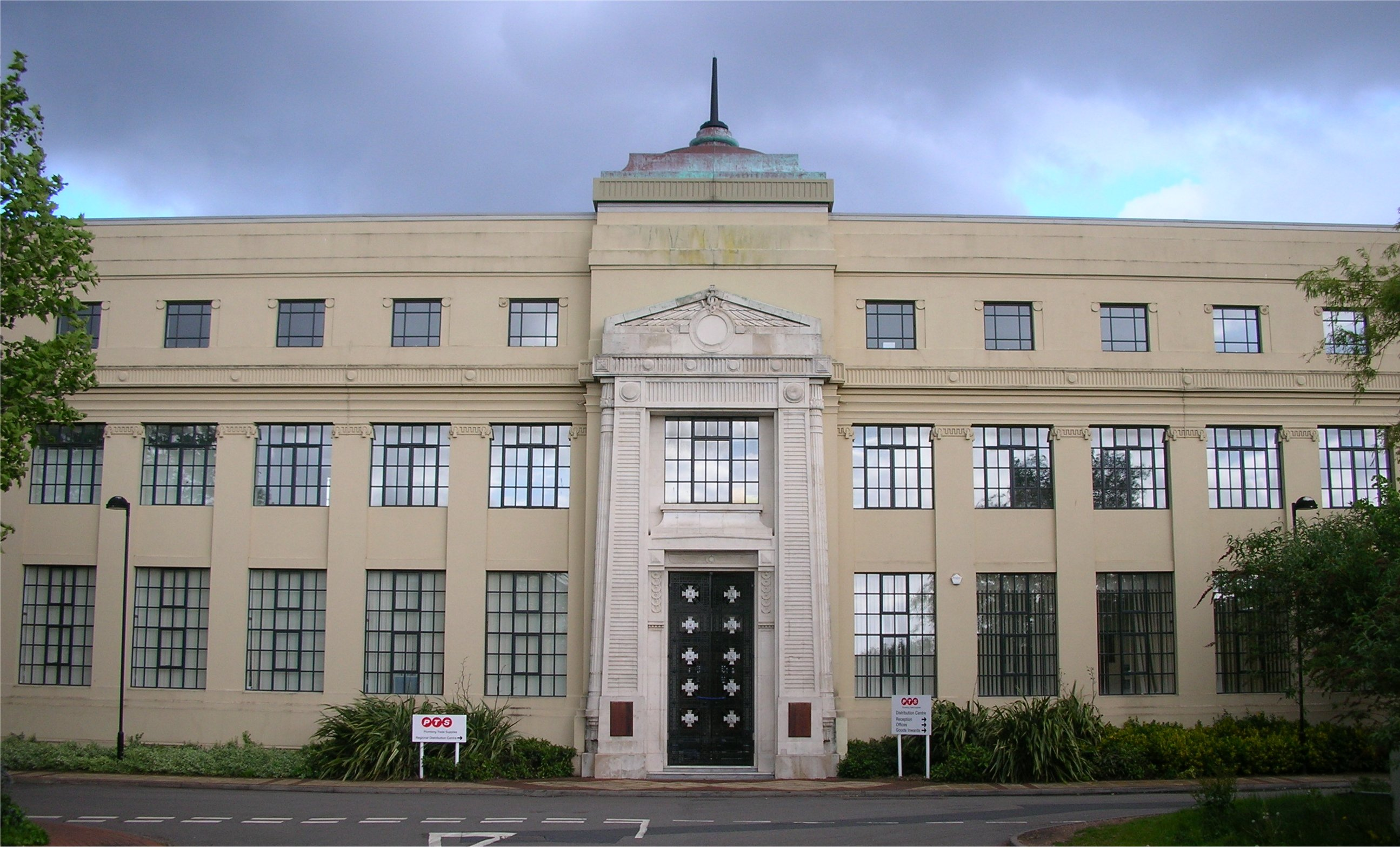
Frühere Bürogebäude der General Electric Company, Birmingham
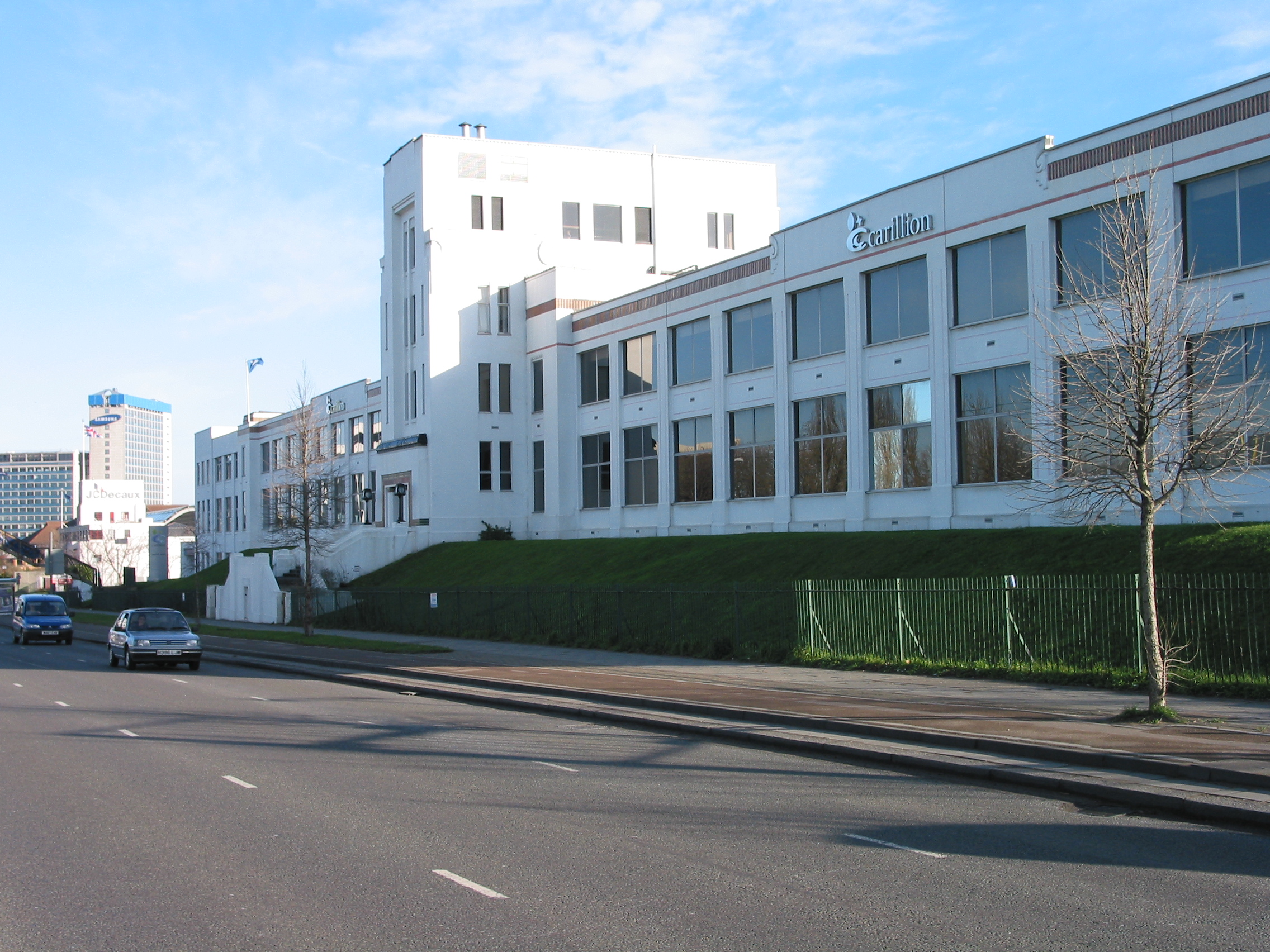
Pyrene Building, Brentford, Middlesex
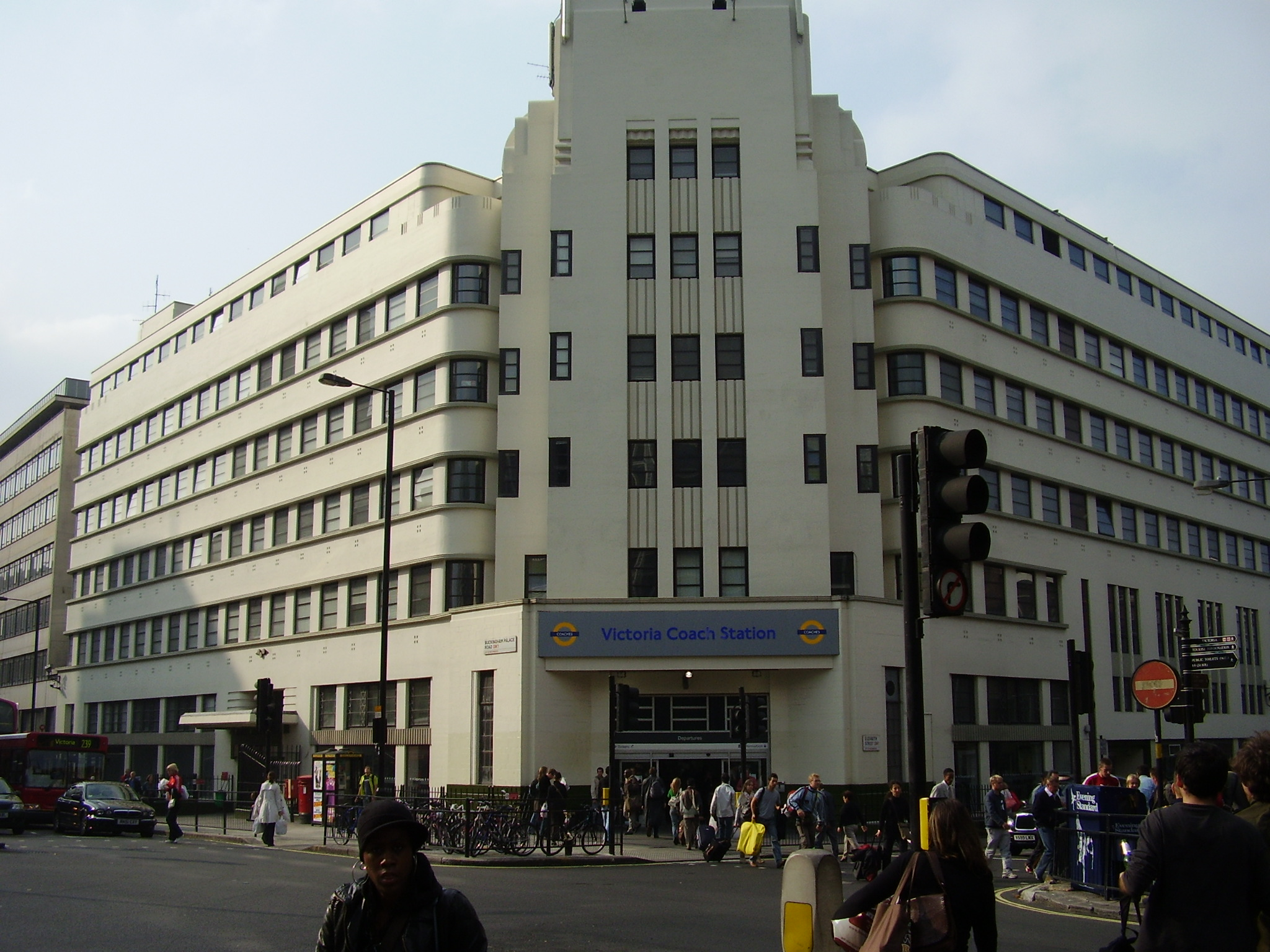
Victoria Coach Station, London

## Bibliographie
- James Stevens Curl: A Dictionary of Architecture and Landscape Architecture. Zweite Auflage. Oxford University Press, 2006, ISBN 0-19-860678-8 (englisch, archive.org).
- Joan S. Skinner: Form and fancy: factories and factory buildings by Wallis, Gilbert and Partner. Erste Auflage. Liverpool University Press, 1997, ISBN 978-0-85323-622-1 (englisch, archive.org).